# Vanderhorstia vandersteene
Vanderhorstia vandersteene — вид морських риб родини бичкових (Gobiidae). Описаний у 2020 році.

## Назва
Вид названо на честь двох підводних фотографів Роба Вандерлуса та Роджера Стіна, які зробили великий внесок у знання про рифових риб затоки Мілн.

## Поширення
Вид поширений в затоці Мілн на сході Папуа Нової Гвінеї. Типові зрізки виявлені серед скелястих рифів за 28 км на північний схід від міста Алотау.

## Опис
Дрібна рибка, завдовжки 17-32 мм. Тіло світло-блакитного забарвлення з хвилястою жовто-помаранчевою смугою вздовж бічної лінії та дрібнішими смужками вище неї.

## Спосіб життя
Рибка живе у спільних норах разом з креветками Alpheus.